# Inno del Partito Bolscevico
L'inno del Partito Bolscevico (in russo Гимн партии большевиков?, Gimn Partii Bol'ševikov) fu adottato come inno del PCUS in maniera ufficiosa nel 1939. Il testo dell'inno fu scritto da Vasilij Ivanovič Lebedev-Kumač, mentre la melodia, utilizzata successivamente anche per l'inno dell'Unione Sovietica e l'inno della Federazione Russa, fu composta da Aleksandr Aleksandrov.

## Storia
L'inno fu eseguito per la prima volta nel 1939 al XVIII Congresso del Partito Comunista di tutta l'Unione (bolscevico) con il titolo di Pesnja o Partii (Песня о Партии, Canto del Partito); dopo l'esecuzione solenne, Stalin consigliò di cambiare il nome della composizione in "Gimn Partii Bol'ševikov". L'inno divenne così popolare da essere preso come base per l'inno dell'Unione.

## Testo
Страны небывалой свободные дети,
Сегодня мы гордую песню поём
О партии самой могучей на свете,
О самом большом человеке своём.
Припев:
Славой овеяна, волею спаяна,
Крепни и здравствуй во веки веков!
Партия Ленина, партия Сталина —
Мудрая партия большевиков!

### Traslitterazione
Strany nebyvaloj svobodnyje deti,
Segodnja my gorduju pesnju pojom
O Partii samoj mogučej na svete
O samom bol'šom čeloveke svojom.
Pripev:
Slavoj ovejana, voleju spajana,
Krepni i zdravstvuj vo veki vekov!
Partija Lenina, Partija Stalina -
Mudraja partija bol'ševikov!

## Traduzione
Noi, figli liberi di un paese senza precedenti,
oggi cantiamo un fiero inno
sul partito più potente al mondo,
sul suo più grande esponente.
Ritornello
Circondato dalla gloria, saldato dalla volontà
Possa tu crescere più forte e vivere per l'eternità!
О partito di Lenin, о partito di Stalin –
О sapiente partito bolscevico!